# Consejo Nacional de Humanidades, Ciencias y Tecnologías
El Consejo Nacional de Humanidades, Ciencias y Tecnologías (CONAHCYT) fue un organismo público descentralizado del Gobierno federal de México. Fue la institución encargada de promover el avance de la investigación científica, así como la innovación, el desarrollo y la modernización tecnológica del país.
Tenía a su cargo diseñar, planear, ejecutar y coordinar las políticas públicas en materia de ciencia, tecnología e innovación. Para tales efectos, sus responsabilidades incluían, operar en coordinación con la Secretaría de Educación Pública, los planes, programas y proyectos educativos que fomenten la formación científica, innovación e inventiva tecnológica en todos los niveles académicos; promover la integración y organización de grupos de investigadores en todas las variantes de las ciencias (exactas, naturales, de la salud, de humanidades y de la conducta, sociales, biotecnología y agropecuarias); impulsar la innovación y generación de desarrollos tecnológicos, procurando que el enfoque de esto se dirija al fortalecimiento de las capacidades técnicas de todos los sectores de la economía; asesorar a otros organismos públicos, dependencias federales, secretarías de estado, y cualquier otra instancia de gobierno, cuando en el ejercicio de sus funciones, esté de por medio la aplicación de las ciencias o el desarrollo tecnológico; administrar el Sistema Nacional de Investigadores (SNI); fomentar la producción de material en los medios de comunicación que estén destinados a la promoción de la ciencia y la tecnología; y otorgar los recursos públicos para el apoyo de estudiantes e investigadores que se encuentren en procesos o proyectos de investigación e innovación.

## Historia

### Fundación
El 29 de diciembre de 1970 se publica en el Diario Oficial de la Federación la creación del Consejo Nacional de Ciencia y Tecnología (CONACYT), entrando en vigencia a partir del 30 de diciembre de 1970, iniciando sus labores formales en 1971 proponiéndose la formulación de programas específicos para enfrentar la problemática del aprovechamiento de los recursos naturales, instrumentar acciones para solucionar las deficiencias en salud, alimentación, producción agropecuaria, industrialización, educación, desarrollo rural y descentralización de la investigación mediante la creación de centros de investigación foráneos, situación observable ya en el año de 1976 con la fundación de 15 centros de investigación distribuidos a través de la república.
En el mes de septiembre de 1980 en la primera reunión de órgano de gobierno del Centro de Investigaciones en Óptica (CIO) se entrega el nombramiento del director general al mismo Dr. Daniel Malacara Hernández, cargo que desempeña hasta a 1989. A él correspondió la tarea de consolidar uno de los primeros y más exitosos proyectos para crear instituciones científicas fuera del Distrito Federal, lo que hasta entonces había sido la tónica del desarrollo científico en el país. Fue durante su gestión cuando se pusieron las bases para un desarrollo sustentado en el trabajo científico de calidad. En un primer momento se enfocaron los esfuerzos para incorporar investigadores jóvenes provenientes de universidades nacionales y se crearon las condiciones para que los mismos salieran a realizar doctorado en instituciones del extranjero, para reintegrarse después y fortalecer la planta científica. En 1983 el CIO se traslada al primer edificio de sus instalaciones definitivas en un terreno donado por el municipio y con un edificio inicial construido por el gobierno del estado. En esta época se crearon también los primeros programas académicos propios: la maestría en ciencias en óptica (1984) y el doctorado en ciencias en óptica (1987), apoyadas por la Universidad de Guanajuato, que expidió los títulos profesionales de quienes ingresaron a estudiar entre 1984 y 1999. Resulta interesante notar que desde su fundación y como resultado de su trabajo científico y tecnológico, al CIO se le empezó a reconocer primero en el extranjero, después en el país y finalmente en la propia ciudad y su región de influencia, donde hasta épocas más recientes se ha incrementado el trabajo para hacer difusión de logros y resultados. Esa parte de la historia del CIO se enmarcó en el Plan Indicativo de Ciencia y Tecnología 1976-1982 establecido por el gobierno federal e instrumentado por el CONACYT, plan que hacía énfasis en la búsqueda del desarrollo científico, la autonomía cultural y la autodeterminación tecnológica señalando como líneas prioritarias la consolidación de las acciones de investigación, la creación de infraestructura y la formación de recursos humanos. En su momento, el Plan Nacional de Desarrollo Tecnológico y Científico 1984-1988 estableció además de los objetivos previos, los primeros pasos para fomentar la vinculación con el entorno productivo nacional.

### 1989-1997
De 1989 a 1997 el doctor Arquímedes Morales Romero ejerce la dirección general y diversifica las áreas y grupos de investigación, promueve la incorporación significativa de investigadores extranjeros y da los primeros pasos para conformar equipos que trabajen en el desarrollo de tecnología aplicada, proyecto que tuvo como primer paso la consolidación de grupos fuertes de investigación tanto en la Dirección de Investigación misma como en la entonces Dirección de Desarrollo Tecnológico y Óptica Aplicada. En el plano académico, consolida la calidad de la maestría y el doctorado del CIO y logra su inscripción en el actualmente denominado Padrón Nacional de Posgrado del Conacyt. Desarrolla los primeros pasos de colaboración con otros centros Conacyt, por una parte, y con el Instituto de Física de la Universidad de Guanajuato por otra, a fin de crear los programas académicos del Posgrado Interinstitucional en Ciencia y Tecnología (PICYT) que imparte maestría y doctorado en siete centros del Conacyt en centros de los estados de Guanajuato, Querétaro, Jalisco y Coahuila, así como el programa de Licenciatura en Física e Ingeniería Física, que tiene su sede en el IFUG de la ciudad de León. Bajo la dirección del doctor Morales el centro participó en los trabajos de diseño y planeación curricular de ambos programas, que empezaron a impartirse formalmente a partir de 1998. Debe además señalarse como punto relevante de esta gestión el buen éxito del proyecto que, tendiente a fortalecer la presencia regional del centro, en 1996 tuvo como resultado la creación de la Unidad del CIO en la ciudad de Aguascalientes, acción que sentó las bases para que internamente se definieran de nueva cuenta las áreas de responsabilidad y se reagruparan en la Dirección de Investigación todos los grupos afines y se reorganizara la Dirección de Vinculación y Desarrollo Tecnológico. Todas estas acciones, su justificación, puesta en marcha, objetivos, logros y evaluación se realizaron a la luz de las directrices emanadas primero de los instrumentos rectores ya mencionados así como de los sucesivos Planes Nacionales de Desarrollo que guiaron el trabajo científico y tecnológico y su inserción con el sector productivo en el periodo de 1988 al año 2010.[cita requerida]

### 1997-2002
De 1997 a 2002, Luis Efraín Regalado dirige al CIO y consolida la planta científica a través de la incorporación de investigadores nacionales e internacionales. Dentro de estas acciones de creación y fortalecimiento de grupos y equipos de trabajo, fomentó la política de organización departamental en el área de investigación y la de incorporar investigadores egresados de la propia institución después de haber cumplido de manera relevante con estancias posdoctorales en el extranjero. Acorde con las políticas nacionales que en esa época empezaron a tomar vigor, alentó la orientación de los proyectos de investigación en el marco de las convocatorias para atender necesidades de desarrollo nacionales y regionales Implementó sistemas de gestión y dirección institucional basados en modelos de calidad y puso en marcha sistemas de certificación de calidad de las tareas y objetivos de las diferentes áreas del CIO, entre otras a los talleres y laboratorios del área de aplicaciones tecnológicas, como en los laboratorios de metrología dimensional y el de colorimetría, y en áreas de servicio especializado como la biblioteca de la institución. En el plano académico estableció las condiciones para que los egresados del CIO recibieran sus grados académicos ya no de la Universidad de Guanajuato, con la que por otra parte se mantiene una sólida y estrecha colaboración, sino del propio Centro en una primera etapa a través de la Secretaría df Educación Pública y más adelante del propio CIO en su carácter de Centro Público de Investigación. En este periodo y su traslape al momento actual, privan las directrices emanadas del nuevo enfoque normativo aplicable a ciencia y tecnología, derivadas de la Ley de Fomento a la Investigación Científica y Tecnológica (1999), el Programa Especial de Ciencia y Tecnología y la Ley de Ciencia y Tecnología del 2002 y a su traducción en cambios en la concepción, objetivos, metas y estructura operativa del Conacyt, como cabeza del sector científico y tecnológico de México, en el que se crea también el Foro Consultivo Científico y Tecnológico.[cita requerida]
En noviembre del 2002, Fernando Mendoza Santoyo asume el reto de incrementar la productividad del CIO y llevarla hasta niveles internacionales de calidad en todas sus áreas, pues este reconocimiento mundial ya se tiene para su labor científica de vanguardia, sustentada por una parte en la cantidad de productos de investigación que se generan (artículos, publicaciones, congresos, etcétera) así como en la calidad de los mismos (impacto y reconocimiento internacional, entre otros elementos). En el ámbito del trabajo científico dirige a este para que en el marco del Programa Especial de Ciencia y Tecnología se impulsen las áreas estratégicas del conocimiento, se atiendan las necesidades que en materia de desarrollo científico, académico, tecnológico y social presenta el país, la región y el estado, sin desatender sino incentivando, la vocación del centro para cultivar la ciencia básica. Dentro de las acciones de colaboración internacional ha iniciado un proyecto con la Universidad de Arizona para crear un centro binacional de óptica. En el plano académico ha establecido el compromiso para obtener el nivel de Competencia Internacional, la más alta categoría del Padrón de Posgrados del Conacyt, considerando como parte medular de esta estrategia el fortalecer los mecanismos de promoción y captación de alumnos, la modificación curricular de los programas propios, con el objetivo de satisfacer en tiempo y forma los criterios de productividad y eficiencia terminal propia de los programas de alta calidad, así como hacer acopio de información operativa del desempeño laboral en ámbitos científicos y académicos de sus egresados, a través de programas y acciones para el seguimiento formal de los mismos. En el área del desarrollo tecnológico ha implementado acciones que tendrán por resultado el acercamiento al sector productivo y social para la aplicación de la óptica en la solución de problemas de relevancia regional y nacional. Es oportuno mencionar que las actividades sustantivas del centro generan resultados que se miden contra indicadores y metas previamente establecidos, mismos que son revisados en su momento por los diferentes órganos de evaluación internos y externos, fundamentalmente el Órgano de Gobierno en el marco del Convenio de Desempeño CIO-Conacyt. En estos procesos de evaluación el centro ha obtenido permanentemente resultados altamente positivos, siendo notorio que durante la actual administración se han incrementado sustantivamente la cantidad y la calidad de los logros alcanzados y con ellos la calificación que ha merecido el trabajo de la institución y de sus integrantes.[cita requerida]

### 2023-2024
El 8 de mayo de 2023, entró en vigor el decreto por el que el Consejo Nacional de Ciencia y Tecnología (Conacyt) se convirtió en el Consejo Nacional de Humanidades Ciencias y Tecnologías (Conahcyt).
El 20 de junio de 2024, la virtual presidenta electa, Claudia Sheinbaum, anunció que elevaría el Conahcyt a rango de Secretaría de Estado. El 28 de noviembre del mismo año, se publicó el decreto por el que el Conahcyt se convirtió en la nueva Secretaría de Ciencia, Humanidades, Tecnología e Innovación y entró en funciones a partir del 1 de enero de 2025.

## Funciones
1. Formular y proponer al Gobierno Nacional las políticas nacionales y estrategias de ciencia, tecnología e innovación de calidad para el país, en concordancia con la política de desarrollo económico y social del Estado. En coordinación con las instituciones relacionadas supervisar y evaluar la implementación de estas políticas y estrategias.
2. Concertar los esfuerzos científicos, tecnológicos, de innovación y de calidad nacionales con los que se realizan en el extranjero, promoviendo las redes de investigación y desarrollo de los mismos.
3. Seleccionar, aprobar, supervisar y evaluar las investigaciones financiadas por el FONACYT, para que las mismas se lleven a cabo dentro de los lineamientos de la política nacional de ciencia, tecnología e innovación y de la política nacional de calidad formuladas por el Conacyt.
4. Asesorar a los Poderes del Estado en todos los aspectos relacionados con las áreas de la competencia del Conacyt.
5. Determinar los criterios y/o principios de ciencia, tecnología e innovación y de calidad a ser incorporados en la formulación de políticas nacionales.
6. Reglamentar y ejecutar la política de asignaciones de recursos del FONACYT para la consecución de los fines de la política nacional de ciencia, tecnología e innovación y de la política nacional de la calidad.
7. Promover la difusión de actividades científicas, tecnológicas, de innovación y de la calidad, así como realizar su ordenamiento y sistematización.
8. Promover la normalización y la evaluación de la conformidad de los procesos, productos y servicios y la generación, uso y aplicación de la tecnología.
9. Auspiciar programas de formación y especialización de los recursos humanos necesarios para el desarrollo del Sistema Nacional de Calidad y del Sistema Nacional de Ciencia, Tecnología e Innovación.
10. Incentivar la generación, uso, difusión y aplicación de conocimientos científicos, tecnológicos, de innovación y calidad que sean cultural, social y ambientalmente sustentables;
11. Establecer y mantener relaciones con organismos similares públicos y privados del extranjero, así como propiciar la participación de representantes del país en congresos u otro tipo de actividades científicas o técnicas y apoyar el intercambio, la cooperación y la información recíproca en las áreas de competencia del Conacyt.
12. Concertar y apoyar la acción de entes públicos nacionales, asociaciones civiles y organismos no gubernamentales en materias de su competencia.
13. Promover la racionalización y transparencia en la gestión y aplicación de los recursos públicos y privados destinados a la investigación científica, el desarrollo tecnológico, la innovación y la calidad.
14. Definir los conceptos relacionados con las áreas de su competencia, de acuerdo a criterios establecidos y aceptados a nivel internacional.
15. Constituir comisiones permanentes o comisiones ad hoc para el tratamiento y estudio de temas específicos, así como para la evaluación de proyectos específicos, dentro de las áreas de su competencia.
16. Participar en las actividades, comisiones o colegiados de cualquier tipo o denominación vinculados a organismos oficiales relacionados con ciencia, tecnología, innovación y calidad.
17. Fomentar el desarrollo de la ciencia, tecnología, innovación y calidad por medio de mecanismos de incentivos a instituciones, empresas y personas.[4]

### Apoyo a la formación de científicos y tecnólogos
El Conahcyt también apoya con el otorgamiento de becas para estudios de posgrado, apoyo a becarios nacionales así como becarios extranjeros, crea estancias sabáticas y posdoctorales nacionales, apoya a ex becarios al terminar la beca, crea enlaces laborales, desarrolla programas nacionales de posgrado de calidad, programas de cooperación de posgrado, ferias de posgrado así como también seminarios de información.[cita requerida]

## Estructura orgánica
Para el cumplimiento de sus funciones este es su organigrama:
- Junta de Gobierno
- Dirección General
- Dirección Adjunta de Desarrollo Científico
- Dirección Adjunta de Desarrollo Tecnológico e Innovación
- Dirección Adjunta de Posgrado y Becas
- Dirección Adjunta de Centros de Investigación
- Dirección Adjunta de Desarrollo Regional
- Dirección Adjunta de Planeación y Evaluación
- Unidad de Asuntos Jurídicos
- Oficialía Mayor
- Secretaría Ejecutiva de la Comisión Intersecretarial de Bioseguridad de los Organismos Genéticamente Modificados “Cibiogem”
- Coordinación de Proyectos, Comunicación e Información Estratégica
- Dirección de Cooperación Internacional
- Órgano Interno de Control. [10][11]

## Sistema de Centros Públicos de Investigación
El Sistema de Centros Públicos de Investigación del Conahcyt está conformado por veintiséis centros de investigación, un organismo internacional asociado y un fideicomiso, que ofrecen enseñanza a nivel licenciatura y posgrado, que en total ofrecen 230 programas de estudio. 
Áreas de investigación:     Materiales, Manufactura y Procesos Industriales
     Física, Matemáticas y Ciencia de datos
     Medio Ambiente, Salud y Alimentación
     Políticas públicas y Desarrollo regional
     Historia y Antropología social
| Centro | Centro                                                                                         | Área                                            | Sede principal y fundación | Sede principal y fundación          |
| ------ | ---------------------------------------------------------------------------------------------- | ----------------------------------------------- | -------------------------- | ----------------------------------- |
|        | Centro de Ingeniería y Desarrollo Industrial (CIDESI)                                          | Materiales, Manufactura y Procesos Industriales | 1984                       | Querétaro, Querétaro                |
|        | Centro de Innovación Aplicada en Tecnologías Competitiva (CIATEQ)                              | Materiales, Manufactura y Procesos Industriales | 1976                       | Querétaro, Querétaro                |
|        | Centro de Investigación Científica de Yucatán (CICY)                                           | Medio Ambiente, Salud y Alimentación            | 1979                       | Mérida, Yucatán                     |
|        | Centro de Investigación Científica y de Educación Superior de Ensenada (CICESE)                | Física, Matemáticas y Ciencias de Datos         | 1973                       | Ensenada, Baja California.          |
|        | Centro de Investigación Científica y de Educación Superior de Ensenada (CICESE)                | Medio Ambiente, Salud y Alimentación            | 1973                       | Ensenada, Baja California.          |
|        | Centro de Investigación e Innovación en Tecnologías de la Información y Comunicación (INFOTEC) | Física, Matemáticas y Ciencias de Datos         | 1974                       | Ciudad de México                    |
|        | Centro de Investigación en Alimentación y Desarrollo (CIAD)                                    | Medio Ambiente, Salud y Alimentación            | 1981                       | Hermosillo, Sonora                  |
|        | Centro de Investigación en Ciencias de Información Geoespacial (CentroGeo)                     | Física, Matemáticas y Ciencias de Datos         | 1994                       | Ciudad de México                    |
|        | Centro de Investigación en Ciencias de Información Geoespacial (CentroGeo)                     | Políticas Públicas y Desarrollo Regional        | 1994                       | Ciudad de México                    |
|        | Centro de Investigación en Matemáticas (CIMAT)                                                 | Física, Matemáticas y Ciencias de Datos         | 1980                       | Guanajuato, Guanajuato              |
|        | Centro de Investigación en Materiales Avanzados (CIMAV)                                        | Materiales, Manufactura y Procesos Industriales | 1994                       | Chihuahua, Chihuahua                |
|        | Centro de Investigación en Química Aplicada                                                    | Materiales, Manufactura y Procesos Industriales | 1976                       | Saltillo, Coahuila                  |
|        | Centro de Investigación y Asistencia en Tecnología y Diseño de Jalisco (CIATEJ)                | Medio Ambiente, Salud y Alimentación            | 1976                       | Guadalajara, Jalisco                |
|        | Centro de Investigación y Desarrollo Tecnológico en Electroquímica (CIDETEQ)                   | Materiales, Manufactura y Procesos Industriales | 1991                       | Pedro Escobedo, Querétaro           |
|        | Centro de Investigación y Docencia Económicas (CIDE)                                           | Políticas Públicas y Desarrollo Regional        | 1974                       | Ciudad de México                    |
|        | Centro de Investigación y Estudios Superiores en Antropología Social (CIESAS)                  | Políticas Públicas y Desarrollo Regional        | 1973                       | Ciudad de México                    |
|        | Centro de Investigación y Estudios Superiores en Antropología Social (CIESAS)                  | Historia y Antropología Social                  | 1973                       | Ciudad de México                    |
|        | Centro de Investigaciones Biológicas del Noroeste (CIB)                                        | Medio Ambiente, Salud y Alimentación            | 1975                       | La Paz, Baja California Sur         |
|        | Centro de Investigaciones en Óptica                                                            | Física, Matemáticas y Ciencias de Datos         | 1980                       | León, Guanajuato                    |
|        | Corporación Mexicana de Investigación en Materiales (COMIMSA)                                  | Materiales, Manufactura y Procesos Industriales | 1991                       | Saltillo, Coahuila                  |
|        | El Colegio de la Frontera Norte (COLEF)                                                        | Políticas Públicas y Desarrollo Regional        | 1982                       | Tijuana, Baja California            |
|        | El Colegio de la Frontera Sur (ECOSUR)                                                         | Medio Ambiente, Salud y Alimentación            | 1994                       | San Cristóbal de Las Casas, Chiapas |
|        | El Colegio de México (COLMEX)                                                                  | Políticas Públicas y Desarrollo Regional        | 1940                       | Ciudad de México                    |
|        | El Colegio de México (COLMEX)                                                                  | Historia y Antropología Social                  | 1940                       | Ciudad de México                    |
|        | El Colegio de Michoacán (COLMICH)                                                              | Historia y Antropología Social                  | 1979                       | Zamora de Hidalgo, Michoacán        |
|        | El Colegio de San Luis (COLSAN)                                                                | Historia y Antropología Social                  | 1994                       | San Luis Potosí, San Luis Potosí    |
|        | Facultad Latinoamericana de Ciencias Sociales México (FLASCO México)                           | Políticas Públicas y Desarrollo Regional        | 1976                       | Ciudad de México                    |
|        | Fondo para el Desarrollo de Recursos Humanos (FIDERH)                                          | Física, Matemáticas y Ciencias de Datos         | 1971                       | Ciudad de México                    |
|        | Instituto de Ecología                                                                          | Medio Ambiente, Salud y Alimentación            | 1974                       | Xalapa-Enríquez, Veracruz           |
|        | Instituto de Investigaciones Dr. José María Luis Mora                                          | Historia y Antropología Social                  | 1981                       | Ciudad de México                    |
|        | Instituto Nacional de Astrofísica, Óptica y Electrónica (INAOE)                                | Física, Matemáticas y Ciencias de Datos         | 1971                       | San Andrés Cholula, Puebla          |
|        | Instituto Potosino de Investigación Científica y Tecnológica (IPICYT)                          | Física, Matemáticas y Ciencias de Datos         | 2000                       | San Luis Potosí, San Luis Potosí    |
|        | Instituto Potosino de Investigación Científica y Tecnológica (IPICYT)                          | Medio Ambiente, Salud y Alimentación            | 2000                       | San Luis Potosí, San Luis Potosí    |

## Titulares
| Titular                     | Periodo     |
| --------------------------- | ----------- |
| Rosaura Ruiz Gutiérrez      | 2024        |
| María Elena Álvarez-Buylla  | 2018-2024   |
| Enrique Cabrero Mendoza     | 2013-2018   |
| José Enrique Villa Rivera   | 2011-2013   |
| Juan Carlos Romero Hicks    | 2007-2011   |
| Gustavo Chapela Castañares  | 2005-2006   |
| Jaime Parada Ávila          | 2001-2005   |
| Carlos Bazdresch Parada     | 1995-2000   |
| Fausto Alzati Araiza        | 1991 - 1994 |
| Manuel V. Ortega Ortega     | 1989-1990   |
| José Gerstl Valenzuela      | 1988        |
| Héctor Mayagoitia Domínguez | 1983-1988   |
| Edmundo Flores Fernández    | 1977-1982   |
| Gerardo Bueno Zirion        | 1973-1976   |
| Eugenio Méndez Docurro      | 1971-1972   |